# Anisozyga dorsimaculata
Anisozyga dorsimaculata är en fjärilsart som beskrevs av Louis Beethoven Prout 1913. Anisozyga dorsimaculata ingår i släktet Anisozyga och familjen mätare. Inga underarter finns listade i Catalogue of Life.